# Sabula (Iowa)
Sabula – miasto w Stanach Zjednoczonych, w stanie Iowa, w hrabstwie Jackson. W 2000 roku liczyło 670 mieszkańców.